# 大林鎮

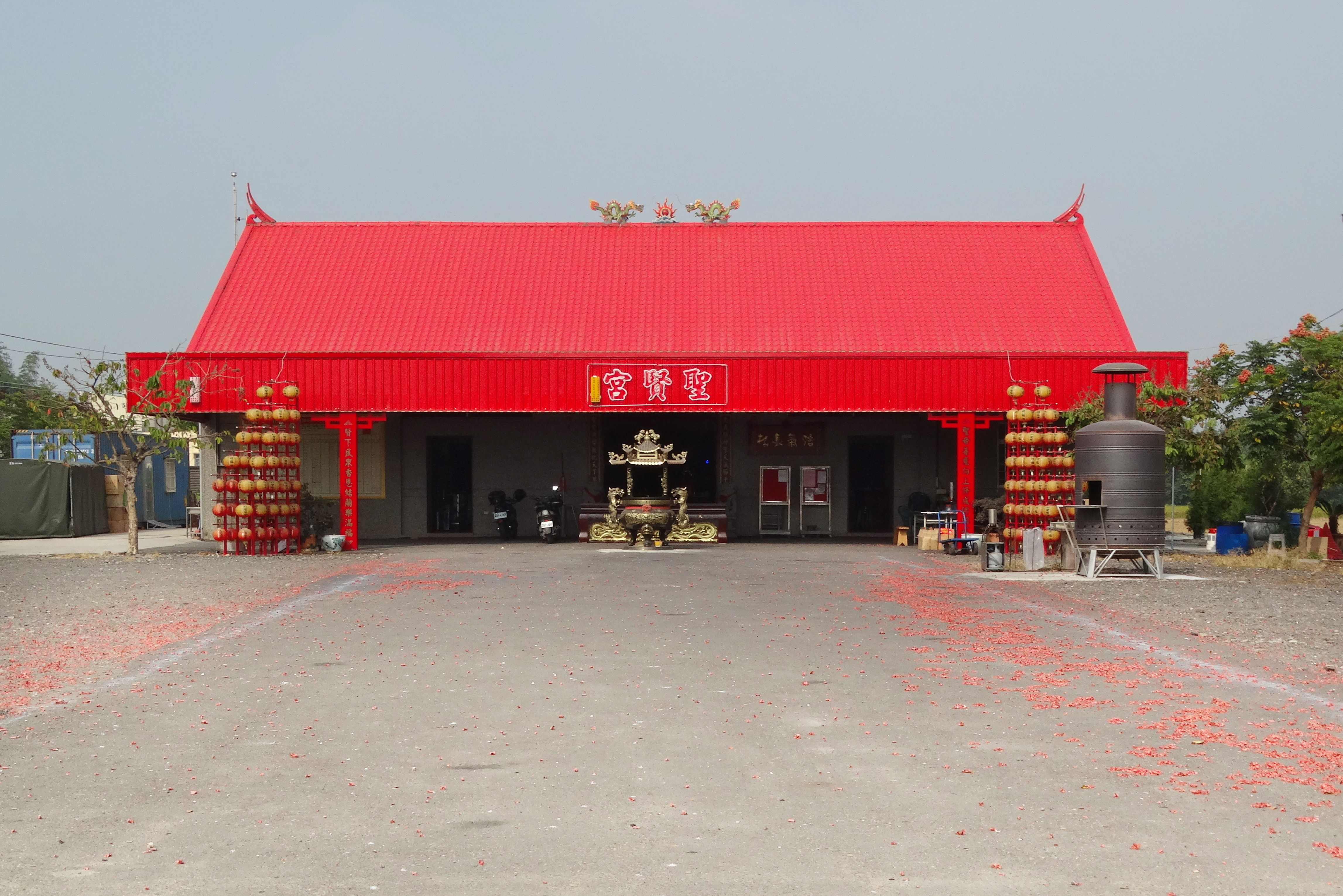
大林聖賢宮

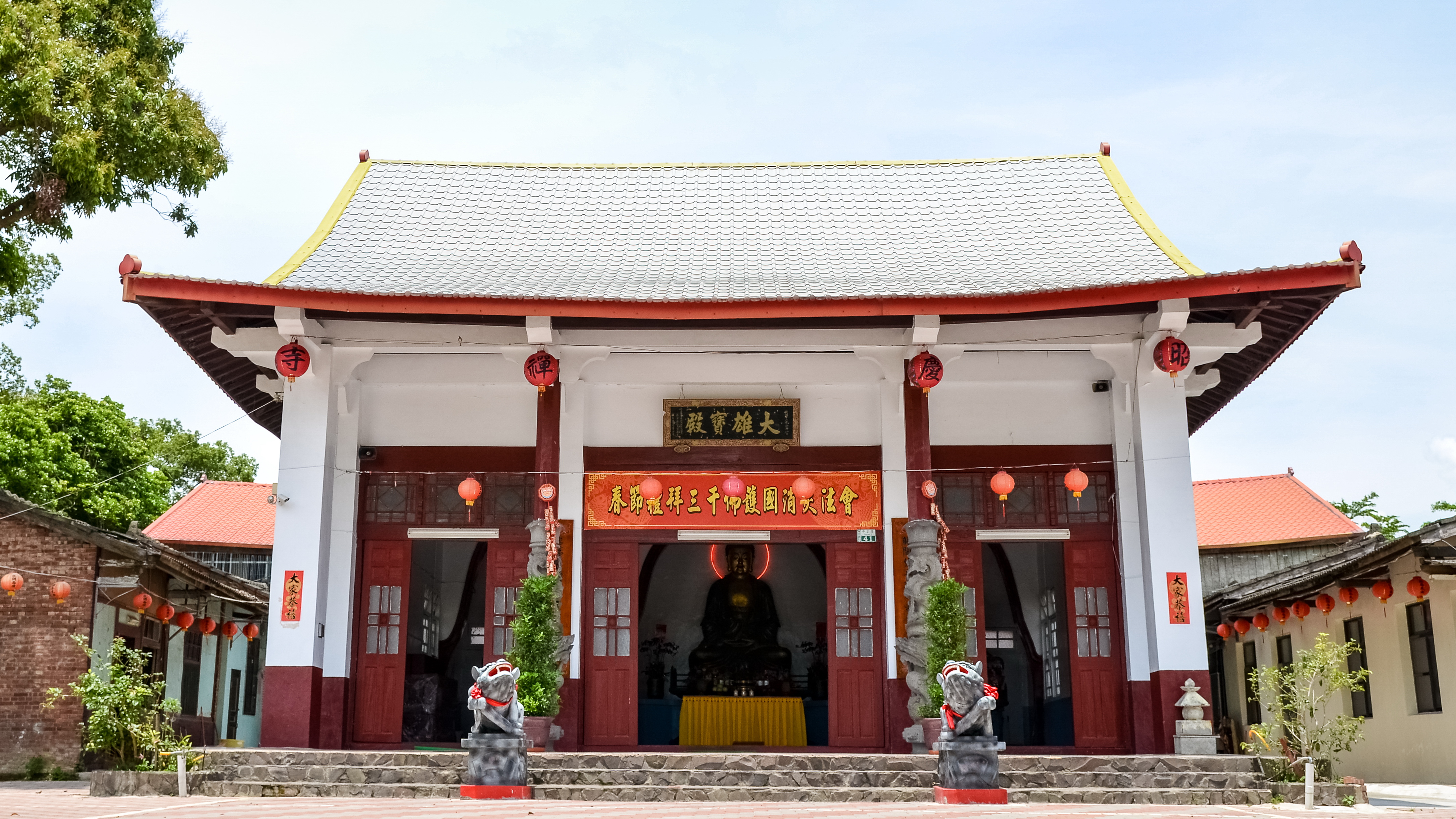
昭慶禅寺

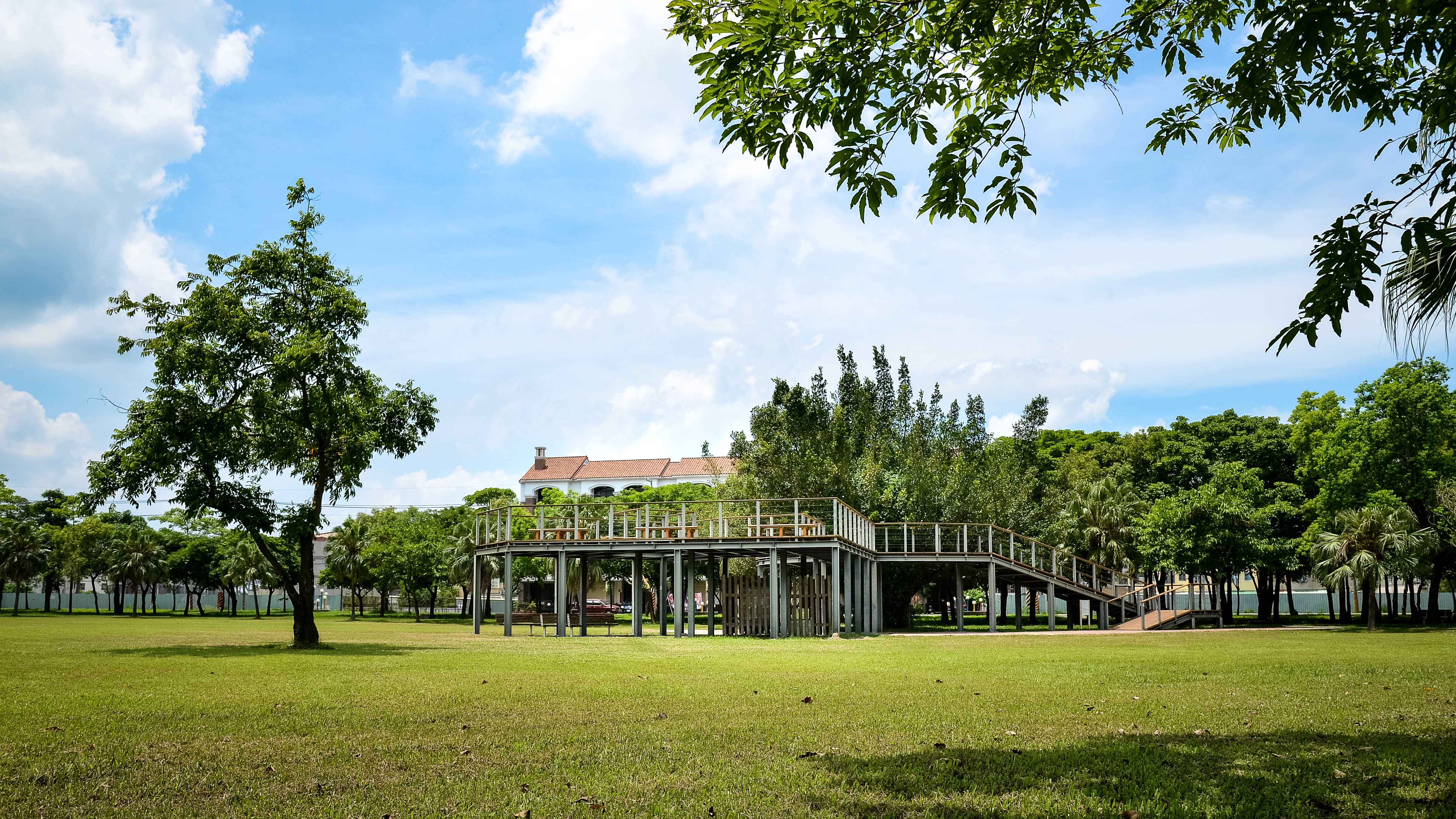
大林運動緑廊

大林鎮（ダーリン/だいりん/おおばやし/たいりん-ちん）は台湾嘉義県北中部にある鎮。

## 地理
嘉義市の近郊にあって、嘉義県にある鎮。大林鎮は嘉義県北部に位置し、南は民雄郷と、東は梅山郷、西は渓口郷と、北は雲林県斗南鎮、古坑郷、大埤郷と接する。嘉南平原に位置し地勢は平坦であり、機構は亜熱帯に属し季節風の影響を強く受ける地方である。嘉義市への通勤率は約12.5％。

## 歴史
大林の旧称は「大莆林」である。この地名の由来には2説あり、一つは本地の開拓初期に広大な森林が広がっていたためというものであり、もう一説は潮州府大埔之林の移民が入植したためと言われている。
清の康熙年間には大陸からの入植者による開墾が着手されている。日本統治時代の1920年に本地に「大林庄」が設置され、1943年10月1日に「大林街」に昇格し、台南州嘉義郡の管轄とされた。戦後は台南県嘉義区大林鎮とされたが、1950年に嘉義県大林鎮と改められ現在に至っている。

## 信仰
- 台湾基督長老教会大林教会
- 台湾基督長老教会大埔美教会

## 経済

### 銀行
- 京城商業銀行大林支店
- 彰化商業銀行大林支店

## 行政区
| 里 |
| --- |
| 三村里、三角里、三和里、大美里、大糖里、上林里、内林里、中林里、中坑里、平林里、吉林里、西林里、西結里、東林里、明和里、明華里、排路里、湖北里、義和里、溝背里、過渓里 |

## 歴代鎮長
|        | 代     | 氏名                        | 任期 | その他 |
| 初代   | 江瑞麟 |                             |      |        |
| 二代   | 江瑞麟 |                             |      |        |
| 三代   | 周振興 |                             |      |        |
| 四代   | 周振興 |                             |      |        |
| 五代   | 簡徳卿 |                             |      |        |
| 六代   | 簡徳卿 |                             |      |        |
| 七代   | 王嘉殷 |                             |      |        |
| 八代   | 王嘉殷 |                             |      |        |
| 九代   | 徐振昆 |                             |      |        |
| 十代   | 徐振昆 |                             |      |        |
| 十一代 | 江宏謨 |                             |      |        |
| 十二代 | 簡和清 |                             |      |        |
| 十三代 | 林金敏 |                             |      |        |
| 十四代 | 簡和清 |                             |      |        |
| 十五代 | 李秀美 |                             |      |        |
| 十六代 | 黄貞瑜 | 2008年7月から2014年12月まで | 現任 |        |
| 十七代 | 黄貞瑜 | 2014年12月25日から          | 現任 |        |

## 教育

### 大学
- 崇仁医護管理専科学校
- 南華大学

### 国民中学
- 嘉義県立大林国民中学

## 交通
| 種別     | 路線名称             | その他                                 |
| 鉄道     | 縦貫線               | 大林駅（中心となる駅）                 |
| 路線バス | 嘉義客運             | 大林バス停                             |
| 路線バス | 嘉義県公共汽車管理処 | 大林バス停                             |
| 高速バス | 統聯客運             | 大林乗り場(嘉義県大林鎮明和里305號之1) |
| 高速バス | 阿羅哈客運           | 大林乗り場                             |
| 高速道路 | 中山高速道路         | 大林IC                                 |
| 高速道路 | フォルモサ高速公路   | 梅山IC                                 |
| 省道     | 台1線                | 斗南鎮 - 大林鎮 - 民雄郷               |

## 観光

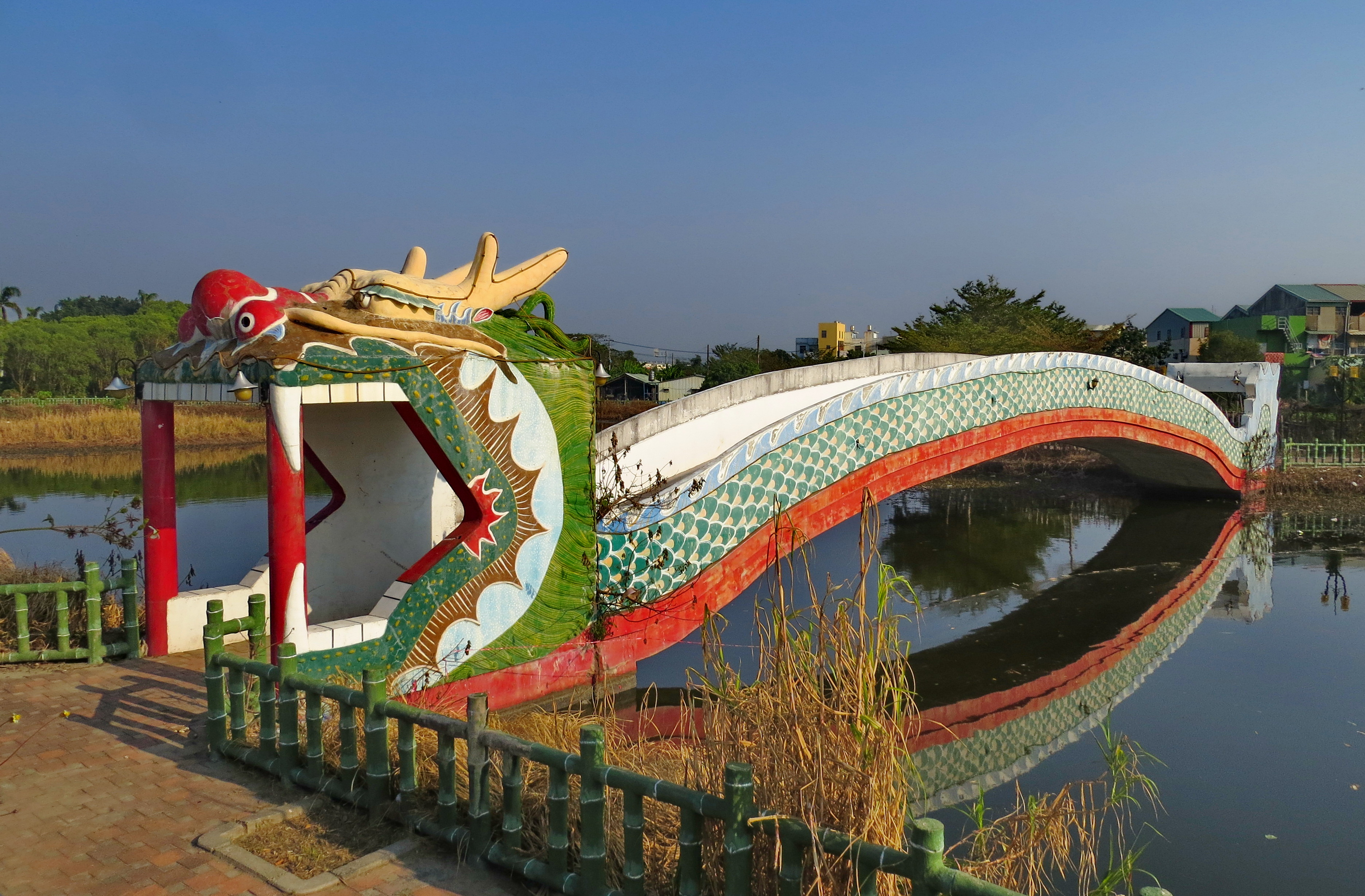
育菁親水公園・鹿掘溝に架かる龍橋

- ジョデンニス城（佐登妮絲城堡（中国語版））
- 大林鉄軌意象歩道
- 大林夜市
- 台糖大林廠（中国語版）
- 大林自行車道
- 中林鯉魚潭
- 芎蕉山
- 大林鎮運動公園